# Txemal
Txemal (en rus Чемал) és un poble de la República de l'Altai, a Rússia, fundat el 1842. Es troba al marge dret del riu Katun. El 2016 tenia 4.011 persones.
Hi ha la central hidroelèctrica de Txemal.